# 데드 캠프
《데드 캠프》(영어: Wrong Turn)는 캐나다, 독일, 미국에서 제작된 롭 슈밋 감독의 2003년 슬래셔 영화이다. 데즈먼드 해링턴, 일라이자 두슈쿠, 에마뉘엘 슈리키, 제러미 시스토 등이 출연하였고, 스탠 윈스턴 등이 제작에 참여하였다.
주인공 무리가 길을 잃고 우연히 살인마 거처에 들어가면서 사건이 벌어지게 된다는 내용의 영화이다. 이후 데드 캠프 시리즈가 만들어졌으며, 속편 《데드 캠프 2》(2007)와 《데드 캠프 3》(2009), 프리퀄 《데드 캠프 4》(2011)와 《데드 캠프 5》(2012), 리부트 《데드 캠프 6》(2014)과 새로운 리부트 《데드캠프:리부트》(2021)가 나왔다.

## 출연
- 데즈먼드 해링턴 - 크리스 플린 역
- 일라이자 두슈쿠 - 제시 벌링게임 역
- 에마뉘엘 슈리키 - 칼리 뉴먼 역
- 제러미 시스토 - 스콧 코비 역 역
- 케빈 지거스 - 에번 로스 역
- 린디 부스 - 프랜신 차일즈 역
- 줄리언 리칭스 - 안드레이 (스리 핑거) 오데츠 역
- 게리 로빈스 - 언두 (소 투스) 오데츠 역
- 테드 클라크 - 튜더 (원 아이) 오데츠 역
- 웨인 롭슨 - 메이너드 J. 오데츠 역

## 기타 제작진
- 라인 제작: 돈 카머디
- 배역: 애냐 콜로프, 제니퍼 피시먼, 에이미 매킨타이어 브릿
- 미술: 얼리샤 키완
- 특수 분장: 스탠 윈스턴
- 의상: 조지나 야히